# Astragalus nuttallianus
Astragalus nuttallianus là một loài thực vật có hoa trong họ Đậu. Loài này được DC. miêu tả khoa học đầu tiên.

## Hình ảnh

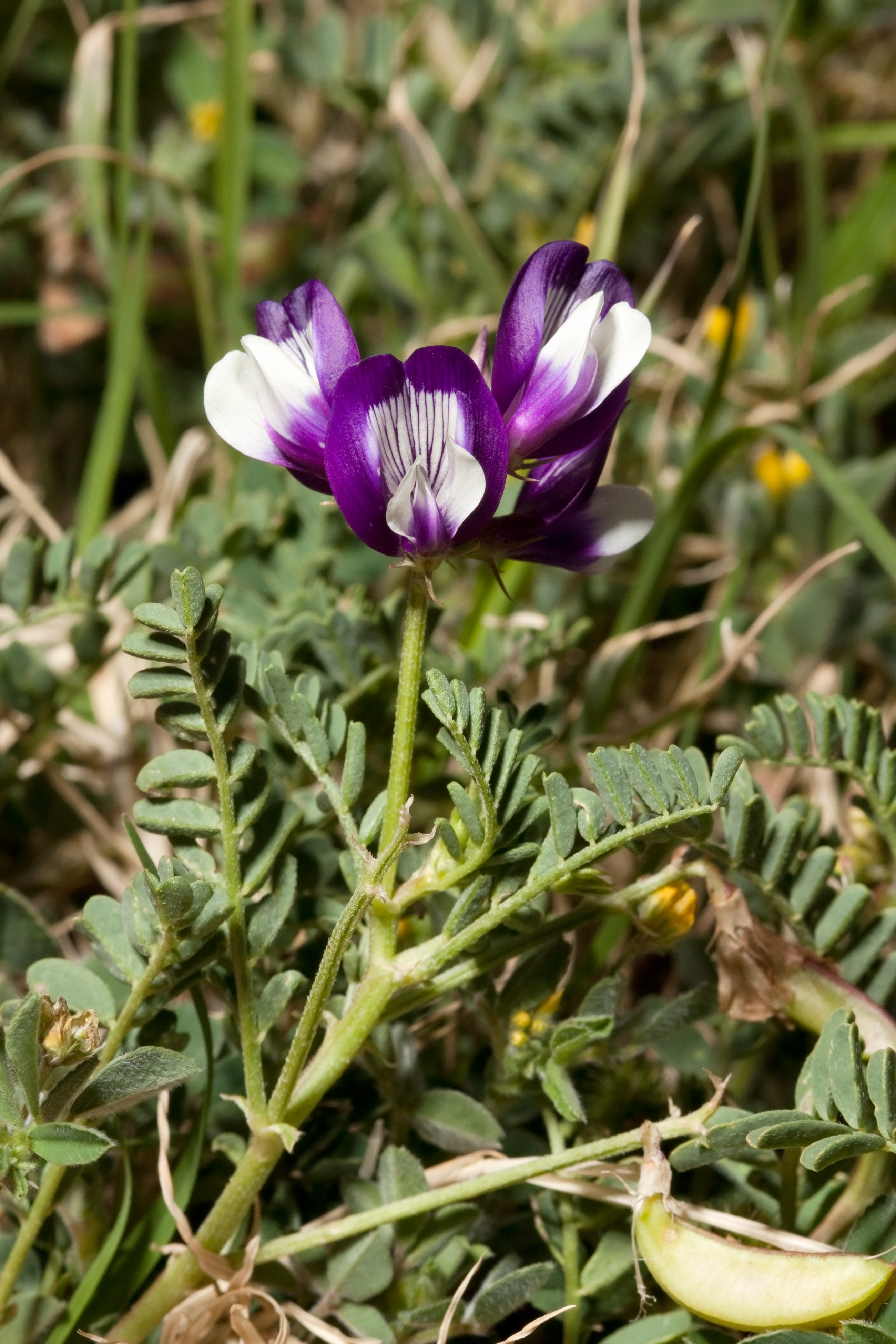
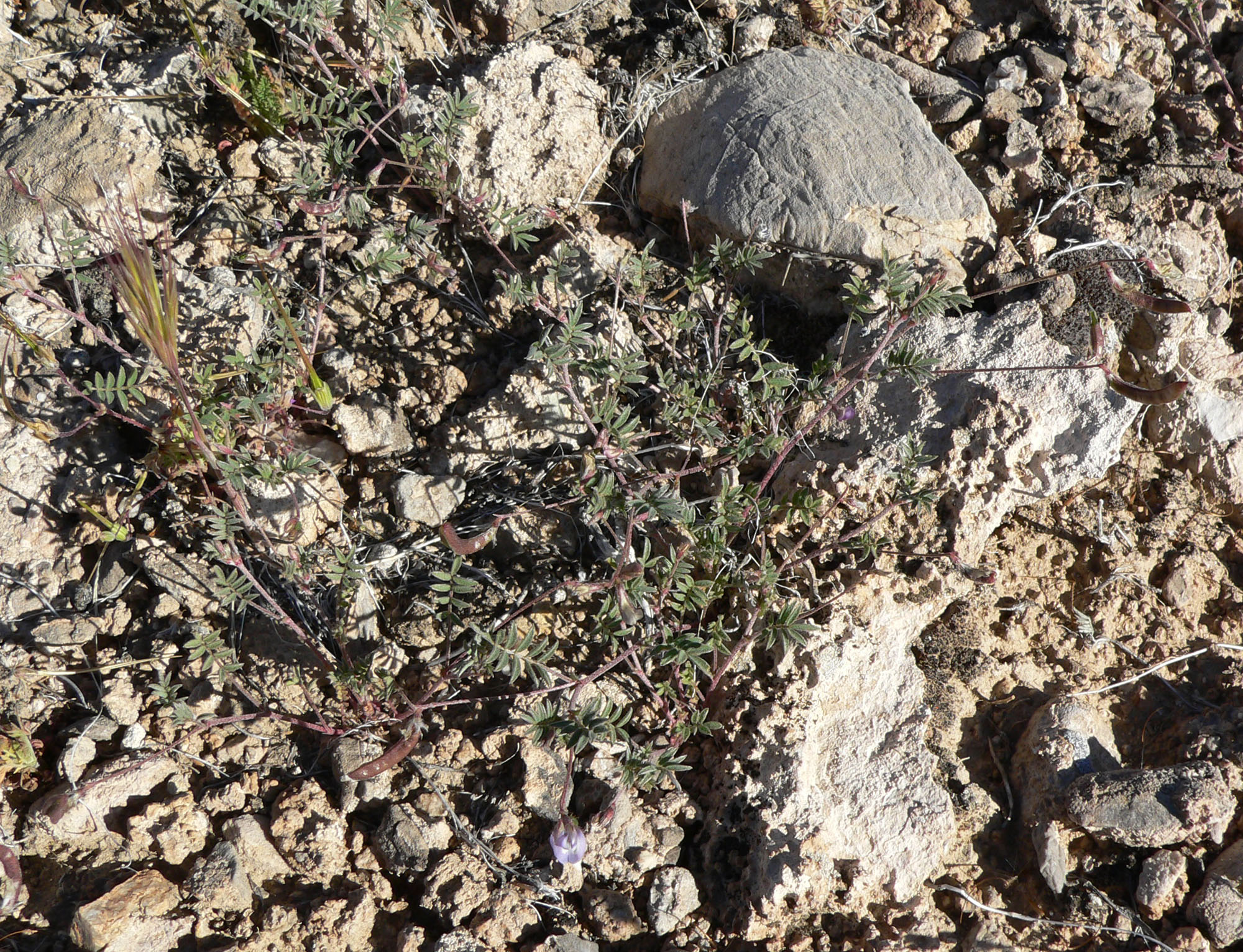
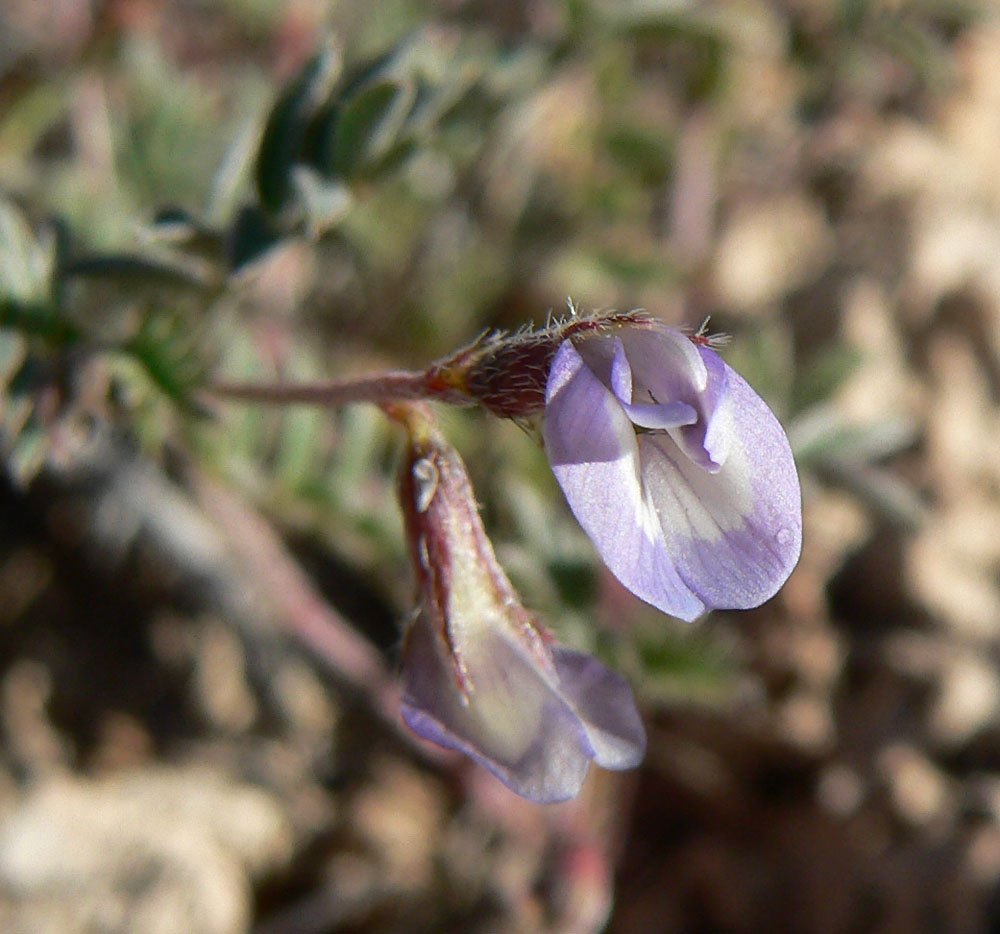
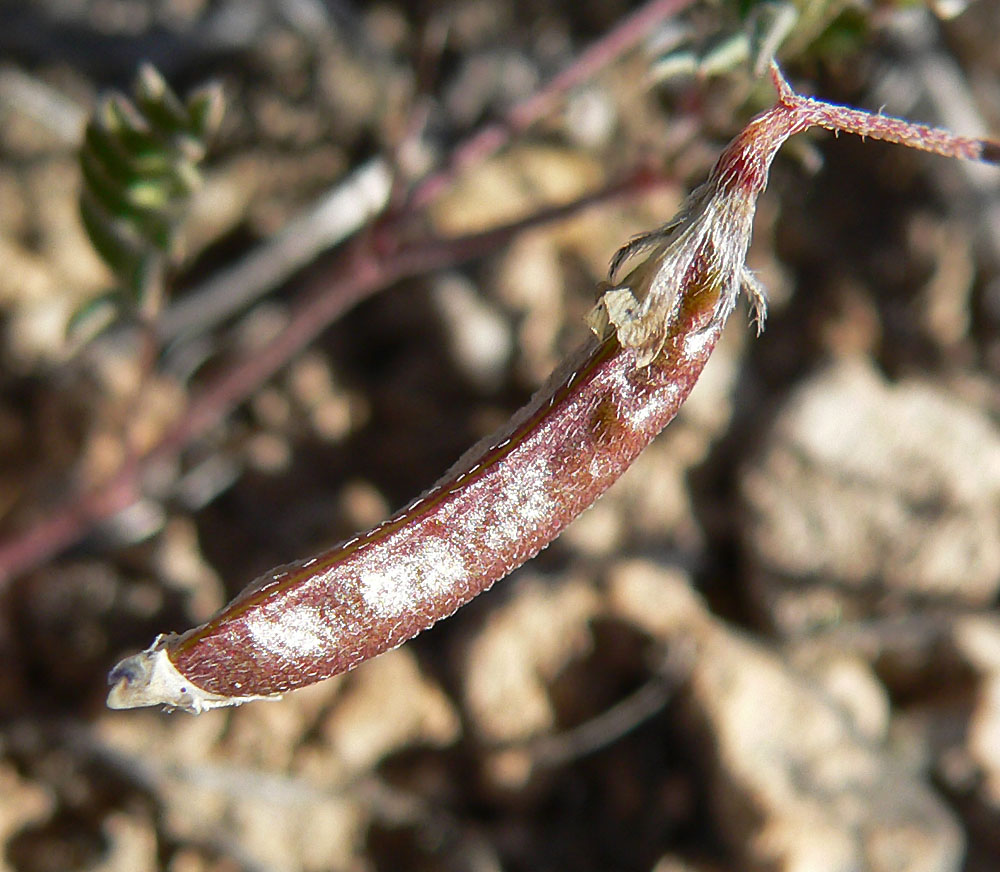